# EN 60601-2-39
Die EN 60601-2-39 mit dem Titel „Medizinische elektrische Geräte – Teil 2-39: Besondere Festlegungen für die Sicherheit einschließlich der wesentlichen Leistungsmerkmale von Peritoneal-Dialyse-Geräten“ ist Teil der Normenreihe EN 60601.
Herausgeber der DIN-Norm DIN EN IEC 60601-2-39 ist das Deutsche Institut für Normung.
Die Norm basiert auf der internationalen Fassung IEC 60601-2-39. Im Rahmen des VDE-Normenwerks ist die Norm als VDE 0750-2-39 klassifiziert, siehe DIN-VDE-Normen Teil 7.
Diese Ergänzungsnorm regelt allgemeine Festlegungen für die Sicherheit, Prüfungen und Richtlinien von Peritoneal-Dialyse-Geräten. Zweck ist es, Merkmale der Basissicherheit sowie Prüfungen zu beschreiben und zusätzlich Anleitungen für ihre Anwendung zu geben.

## Gültigkeit
Die deutsche Ausgabe 9.2008 ist ab ihrem Erscheinungsdatum als Deutsche Norm angenommen.
- Die aktuelle Fassung (9.2008) ist korrespondierend mit der 3. Ausgabe der DIN EN 60601-1 anzuwenden.
- Die Vorläuferausgabe der Norm (2.2000) ist korrespondierend mit der 2. Ausgabe der DIN EN 60601-1 anzuwenden. Die Ausgabe 2.2000 darf noch bis 3.2011 angewendet werden.

## Anwendungsbereich
Diese internationale Norm gilt für die Basissicherheit und die wesentlichen Leistungsmerkmale von Peritoneal-Dialyse-ME-Geräten, im Folgenden PD-Geräte genannt. Diese PD-Geräte sind dafür bestimmt, entweder von medizinischem Personal oder unter medizinischer Aufsicht angewendet zu werden, einschließlich PD-Geräte, die unabhängig davon, ob sie im Krankenhaus oder
Hausbereich eingesetzt werden, vom Patienten bedient werden. Ist ein Abschnitt oder Unterabschnitt nur speziell für die Anwendung auf ME-Geräte oder ME-Systeme vorgesehen, ist dies aus Überschrift und Inhalt des Abschnittes oder Unterabschnittes ersichtlich. Ist das nicht der Fall, trifft der Abschnitt oder Unterabschnitt, wo anwendbar, auf das ME-Geräte und das ME-Systeme zu.
Gefährdungen, die sich aus der vorgesehenen physiologischen Wirkungsweise von ME-Geräten oder ME-Systemen im Anwendungsbereich dieser Norm ergeben, sind nicht durch besondere Anforderungen in dieser Norm erfasst. Diese Norm kann auch angewendet werden auf PD-Geräte die für eine Kompensation oder Erleichterung bei Krankheiten, Verletzungen oder Gebrechen eingesetzt werden.
Diese besonderen Festlegungen gelten nicht für die Dialyselösung oder den Dialyselösungs-Kreislauf.

## Zusatzinformation
Folgende geänderte Anforderungen sind in der EN 60601-2-39 enthalten (Auszug):
- Genauigkeit der Betriebsdaten und Schutz vor gefährlichen Ausgangswerten.
- Aufbau